# Querschnittsfunktion
Querschnittsfunktion ist eine Funktion in einer Linienorganisation. Sie verantwortet Themengebiete über mehrere Hauptlinien hindurch, die dort jeweils nicht das Hauptgeschäft sind. Eine konsequente Anwendung der Querschnittsfunktion kann zu einer Matrixorganisation führen.
Im betrieblichen Organisationen finden sich Querschnittsfunktionen im Bereich: Logistik, Personalwesen, Informationswirtschaft, Finance und Controlling, IT aber auch in der Forschung und Entwicklung.